# Carbon Based Lifeforms
Carbon Based Lifeforms (talvolta indicati con la sigla CBL) sono un gruppo musicale svedese, originario di Göteborg e attivo dal 1996.

## Stile
Il loro sound si può classificare come musica ambient con componenti acid e chill out. Lo stile musicale è caratterizzato da melodie cupe, glaciali, seppur ben ritmate. Il suono caratteristico dei Carbon Based Lifeforms ricorda lontanamente quello di elementi naturali come l'acqua, il vento, riuscendo quasi ad essere un mezzo per visitare virtualmente luoghi incantati e armoniosi.
Il loro obiettivo è quello di combinare terra e spazio in visioni musicali.

## Formazione
Il gruppo musicale è composto da due membri:
- Daniel Ringström, noto anche come l'artista Sync24
- Johannes Hedberg

## Discografia
1998 - The Path (come Notch)
- 2003 - Hydroponic Garden
- 2006 - World of Sleepers
- 2008 - Irdial (EP)
- 2010 - Interloper
- 2011 - VLA
- 2011 - Twentythree
- 2013 - Refuge OST
- 2017 - Derelicts
- 2021 - Stochastic

## Collaborazioni
L'album Isolatedmix 23 è stato pubblicato dall'etichetta A Strangely Isolated Place.
Hanno inoltre collaborato per numerosi progetti musicali tra cui:
- Fahrenheit Project Part 3 con i brani MOS 6581 (appartenente anche a Hydroponic Garden) e Metrosat 4;
- Fahrenheit Project Part 4 con i brani Epicentre (second movement) (la versione (first movement) è reperibile in Hydroponic Garden) e Decompression;
- Fahrenheit Project Part 5 con il brano T-Rex Echoes;
- Albedo con il brano Digital Child;
- Ease division 3' con il brano Endospore;
- Ambient Planet vol. 1' con il brano Silent Running [carbonator rmx] (il brano Silent Running si trova in Hydroponic Garden).